# منتخب منغوليا لاتحاد الرغبي
منتخب منغوليا لاتحاد الرغبي هو ممثل منغوليا الرسمي في المنافسات الدولية في اتحاد الرغبي
.